# 小出弘
小出 弘（こいで ひろし、1932年（昭和7年）7月3日 - 2013年（平成25年）2月13日）は、日本の政治家。新潟県小千谷市長（2期）。位階は正六位。旭日双光章受章。

## 来歴
新潟県小千谷市出身。新潟県立小千谷高等学校卒。小千谷市役所に入り、市議会事務局長、市選挙管理委員会書記長、総務局長を経て、1989年小千谷市長に当選。1993年は無投票当選。市長を2期務め、1997年に退任した。2006年秋の叙勲で旭日双光章を受章。2013年死去。死没日付をもって叙正六位。